# Arkimedes' Palimpsest
Arkimedes' Palimpsest er en palimpsest på pergament i form af et kodeks. Den var oprindeligt et ellers ukendt værk af den oldgræske matematiker, fysiker og ingeniør Arkimedes fra Syrakus og andre forfattere, der var blevet overskrevet med en religiøs tekst.
Arkimedes levede i det tredje århundrede f. Kr., men afskriften af hans værk blev lavet i det tiende århundrede af en anonym skriver. I det tolvte århundrede blev det oprindelige Arkimedes-kodeks slagtet, skrabet af og vasket sammen med mindst seks andre pergamentmanuskripter, blandt andet et med værker af Hypereides. Pergamentbladene blev foldet midt over og genbrugt til en kristen liturgisk tekst på 177 sider; de ældre sider blev foldet, så hver kom til at udgøre to blade i den liturgiske bog. Overskrivning var dog ukomplet, og Arkimedes' værk er i dag læselig efter videnskabeligt og akademisk arbejde fra 1998 til 2008 ved brug af digitale bearbejdninger af billeder produceret af ultraviolet, infrarødt og synligt lys samt røntgenstråling.
I 1906 blev palimpsesten kort undersøgt i Konstantinopel (nu Istanbul) af den danske filolog Johan Ludvig Heiberg. Ved hjælp af sort-hvid-billeder han fik taget, udgav han en afskrivning af Arkimedes' tekst. Kort derefter blev Arkimedes' græske tekst oversat til engelsk af Thomas Heath. Før denne oversættelse var værket ikke bredt kendt blandt matematikere, fysikere eller historikere. Palimpsesten indeholder:
- "Om ligevægte"
- "Om spiraler"
- "Opmåling af en cirkel"
- "Om kuglen og cylinderen"
- "Om flydende legemer" (eneste kendte version på græsk)
- "Metoden" (eneste kendte version)
- "Stomachion" (eneste kendte version)

Palimpsesten indeholder også taler af politikeren Hypereides fra fjerde århundrede før vor tidsregning, en kommentar på Aristoteles' Kategorier af Alexander af Afrodisias og andre værker.